# Nabucco (gazociąg)
Nabucco – nazwa proponowanego gazociągu, którym transportowany miał być gaz ziemny z Iranu, Azerbejdżanu, Rosji lub wschodniej części Turcji do Austrii poprzez Bułgarię, Rumunię i Węgry. Zdaniem niektórych ekspertów, Nabucco miało stanowić alternatywę wobec rosyjskiego monopolu na dostawy gazu do Europy Środkowo-Wschodniej. Z projektu zrezygnowano w 2013 roku.

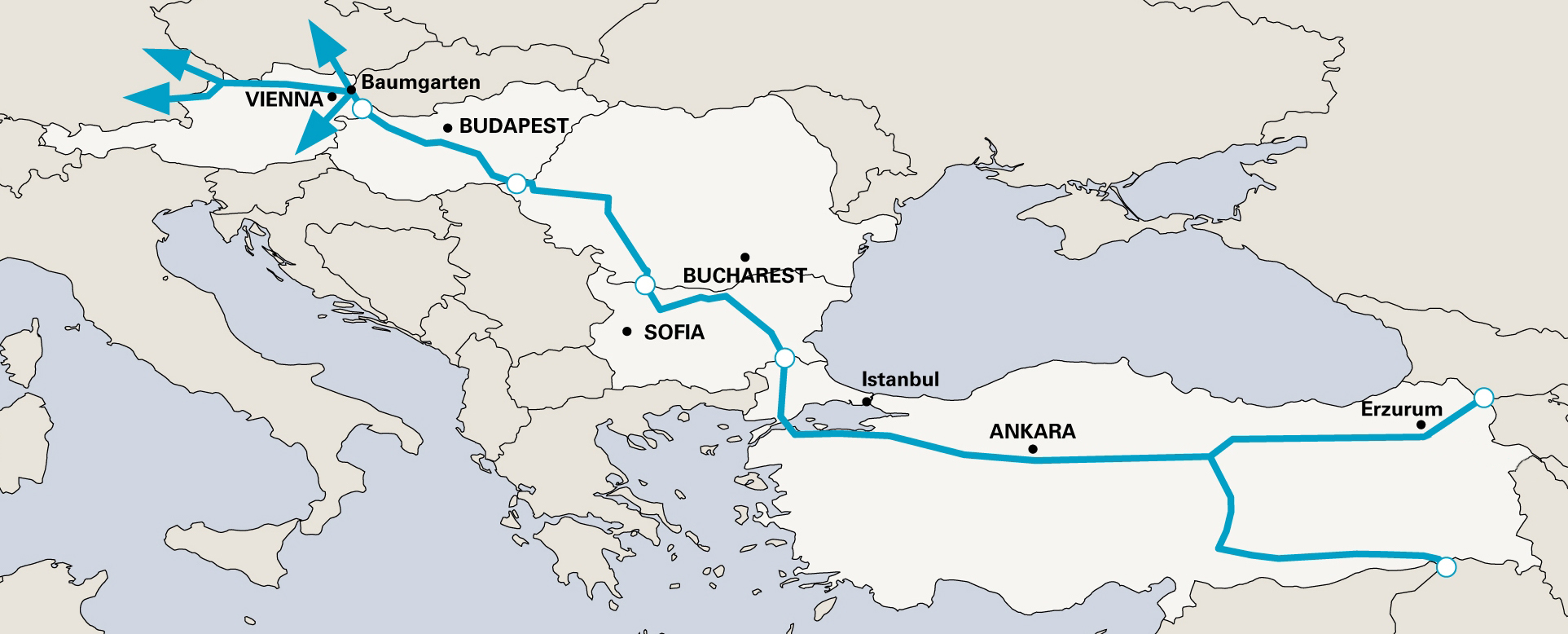
Planowany przebieg gazociągu Nabucco

## Charakterystyka gazociągu
Rozpoczęcie budowy mającego mieć ok. 3900 km długości gazociągu Nabucco było zaplanowane na koniec 2012 roku, jej zakończenie na koniec 2015 roku. Przepustowość miała wynieść 31 mld m³. Koszt konstrukcji planowano na około 7,9 miliarda euro i miał zostać pokryty w 30% przez udziałowców, a w 70% z kredytów.
Projekt budowy Nabucco został włączony w program Trans-European Energy Network finansowany przez Unię Europejską.
Ocena wykonalności projektu została opłacona z grantu Unii Europejskiej, zaś sam projekt został zaaprobowany w 2006 roku.

## Potencjalne źródła dostaw gazu
Nabucco miał zostać podłączony w pobliżu miasta Erzurum do gazociągu łączącego irański Tebriz z Ankarą oraz do gazociągu południowokaukaskiego, który miał zapewnić Nabucco połączenie z planowanym gazociągiem transkaspijskim. Dzięki temu Nabucco miał przesyłać gaz m.in. z Iranu, Azerbejdżanu i Turkmenistanu do Europy. Oprócz tego rozważano również transport gazu z Rosji. Zachodnia część gazociągu miała kończyć się w austriackiej miejscowości Baumgarten an der March, w której znajduje się jeden z największych europejskich węzłów rozdzielczych gazu ziemnego.
W lutym 2009 roku zostało podpisane porozumienie pomiędzy Iranem i Turcją dotyczące transportu irańskiego gazu do Europy. Dostarczanie prawie połowy niezbędnego dla realizacji projektu gazu (15 mld m³) do 2012 roku zaproponował Irak.

## Udziałowcy projektu
Projektem budowy Nabucco zajmowała się spółka Nabucco Gas Pipeline International GmbH utworzona w 2004 roku w Wiedniu. Udziałowcami w projekcie były:
- OMV (Austria)
- MOL (Węgry)
- Transgaz(inne języki) (Rumunia)
- Bulgargaz(inne języki) (Bułgaria)
- BOTAŞ(inne języki) (Turcja)
- RWE (Niemcy)

Wszyscy udziałowcy posiadali po 16,7% akcji spółki.
Zainteresowanie uczestnictwem w projekcie wyraziły także Gaz de France (Francja), niemieckie E.ON, rosyjski Gazprom oraz Ukraina.
13 lipca 2009 w Ankarze Turcja, Bułgaria, Rumunia, Węgry i Austria podpisały umowę w sprawie budowy magistrali, która ma mieć 3,3 tys. km długości, zaś jej przepustowość planowana była na 31 miliardów metrów sześciennych surowca rocznie.

## Przewidywana działalność operacyjna gazociągu
W początkowych latach po zakończeniu budowy gazociągu miał dostarczać od 4,5 do 13 miliardów metrów sześciennych gazu ziemnego rocznie, z tego 2-8 miliardów metrów sześciennych rocznie miało dotrzeć do Baumgarten an der March. W późniejszym okresie połowa ilości transportowanego gazu miała być przejmowana przez kraje tranzytowe, zaś reszta docierać do Austrii. Około 2012 roku gazociąg miał przesyłać ogółem 25,5-31 miliardów metrów sześciennych gazu rocznie.

## Projekt konkurencyjny
Konkurencyjny wobec Nabucco projekt wysunął rosyjski Gazprom. Stosownie do niego, istniejący rosyjski gazociąg Błękitny potok miałby zostać przedłużony na Bałkany, a stamtąd do Węgier i do Włoch. Na Węgrzech Gazprom wybudowałby magazyny gazu oraz węzeł rozdzielczy. 28 lutego 2008 roku w obecności Ferenca Gyurcsánego (premiera Węgier) i Władimira Putina (premiera Rosji) podpisano na Kremlu kontrowersyjną umowę Gazpromu i MOL o przeprowadzeniu gazociągu South Stream przez terytorium Węgier. Tym samym Gyurcsány poparł projekt rosyjski, konkurencyjny wobec projektu gazociągu Nabucco, priorytetowego projektu Unii Europejskiej, której Węgry są członkiem.

## Poparcie Unii Europejskiej dla Nabucco
Mimo początkowego sprzeciwu Niemiec Unia Europejska w marcu 2009 podjęła decyzję o dofinansowaniu rozpoczęcia prac przy gazociągu Nabucco kwotą 200 mln €. Przewodniczący Komisji Europejskiej José Manuel Barroso i komisarz ds. energii Günther Oettinger zabiegali o włączenie Turkmenistanu i Azerbejdżanu do projektu.